# Convencions sobre nomenclatura astronòmica
En l'Antiguitat només el Sol, la Lluna, alguns estels i els planetes més visibles van rebre nom. Als últims segles el nombre d'objectes astronòmics identificats s'ha elevat d'alguns centenars a més de mil milions i cada any es descobreixen més. Els astrònoms necessiten una manera sistemàtica d'assignar noms a cadascun d'ells per identificar-los amb claredat i al mateix temps, quan això revesteix algun interès especial, donar noms propis als objectes i a les seves característiques més rellevants.
La Unió Astronòmica Internacional (UAI) és el principal organisme reconegut per la comunitat internacional d'astrònoms i fins i tot per altres científics, com a autoritat per donar nom als objectes astronòmics. En resposta a la necessitat de noms clars, ha creat una sèrie de sistemes de nomenclatura sistemàtics depenent del tipus d'objectes.
Algunes companyies venen el dret de donar nom a alguns estels en les seves llistes privades, encara que la UAI (i, per tant, la majoria d'astrònoms) no reconeixen aquests noms com a oficials (encara que aquestes companyies sí que ho fan).

## Noms de les estrelles
Segons la UAI, a part d'un nombre limitat d'estels brillants amb noms històrics, els estels no tenen nom propi. Aquests noms són, generalment, de procedència àrab, la qual cosa reflecteix el rol capdavanter en astronomia de la cultura àrab durant l'edat mitjana europea. En la llista de noms d'estels estan alguns d'aquests noms.
Solament hi ha alguns milers d'estels prou brillants en el cel terrestre com per ser visibles a l'ull humà, per la qual cosa aquest és límit al possible nombre d'estels que han rebut nom per part de cultures antigues. Aquest límit és aproximat, ja que varia segons l'agudesa visual de l'observador; però deu mil estels sembla el límit màxim al que és fisiològicament possible.
Malgrat això, s'estima que el nombre d'estels amb nom propi reconegut està entre 300 i 350, la majoria de les quals destaquen per la seva lluentor o per formar part de constel·lacions que contenen estels molt brillants. A causa que van ser moltes les cultures que van donar nom propi als estels, el nombre de noms propis d'estels és major que el nombre d'estels amb nom propi. Per exemple, l'estel Polaris ha rebut, entre d'altres, els noms d'Alruccabah, Cynosura, Mismar, Navigatorio, Phoenicce, Estel Polar, Tramontana i Yilduz.
Amb l'augment de les capacitats dels telescopis s'han fet visibles estels que no ho eren abans, massa com per tenir nom. En canvi, tenen designacions assignades per diferents catàlegs d'estels. Els catàlegs més antics assignaven un nombre arbitrari a cada objecte, o bé usaven simplement un esquema de nomenament sistemàtic com combinar els noms de les constel·lacions amb lletres gregues (com en Alpha Centauri). L'existència de múltiples catàlegs estel·lars també implicava que alguns estels tenien més d'una designació. Per exemple, l'estel conegut pel nom aràbic de Rigil Kentaurus va rebre també la denominació de Bayer que hem esmentat abans, Alpha Centauri.
A més, quan el poder de resolució dels telescopis va augmentar, es va descobrir que molts dels objectes que a simple vista veiem com un punt brillant en el cel són en realitat sistemes estel·lars múltiples en els quals els estels estan massa propers entre si per ser distingits individualment per l'ull humà. Aquesta i altres confusions fan essencial que es posi gran cura a l'hora d'usar les diferents designacions. Per exemple, Alpha Centauri és en realitat un sistema estel·lar triple, format per tres estels anomenats Alpha Centauri A, B i C respectivament.
Els catàlegs més moderns estan generats per ordinador, usant telescopis d'alta resolució i sensibilitat, per la qual cosa descriuen un gran nombre d'objectes. Per exemple, el Guide Star Catalog II té entrades sobre més de 998 milions d'objectes astronòmics diferents. En aquests catàlegs, els objectes generalment estan localitzats amb una resolució molt alta, i les seves designacions estan basades en la seva posició en el cel.
Finalment, hi ha algunes poques estrelles nomenades en honor de persones.

## Noms i límits de les constel·lacions
Històricament, el cel va ser dividit arbitràriament en constel·lacions, d'acord amb "dibuixos" que percebien els seus antics observadors en mirar al cel, formats per estels units per línies imaginàries. Al principi, solament estaven definides aquestes línies, i el nombre de les constel·lacions i els seus noms variaven d'un mapa estel·lar a un altre. Encara que les constel·lacions manquen de significat científic, proporcionen una referència útil per situar un punt en el cel. En el 1930, els límits de les constel·lacions van ser fixats per Eugène Joseph Delporte i adoptats per la UAI, per la qual cosa ara qualsevol punt de l'esfera celeste pertany a una constel·lació.

## Noms de les supernoves
Els descobriments de supernoves són informats al Central Bureau for Astronomical Telegrams de la Unió Astronòmica Internacional, que envia una circular amb el nom que li assigna. El nom està format per l'any de descobriment, seguit immediatament per una designació d'una o dues lletres. Les primeres 26 supernoves de l'any rep una lletra en majúscules, de la «A» a la «Z». Més tard, s'usen parelles de lletres minúscules, a partir de «aa», «ab», i així successivament. Quatre supernoves històriques són conegudes simplement per l'any en què van ocórrer (SN 1006, 1054, 1572 (Nova de Tycho) i 1604 (Estrella de Kepler)); a partir de 1885, s'utilitzen les lletres, fins i tot si només hi havia una única supernova detectada en aquest any (per exemple, SN 1885A, 1907A) —això últim va ocórrer amb SN 1947A. L'abreviatura estandar «SN» és un prefix opcional. Amb la millora dels instruments i l'augment del nombre d'astrònoms (professionals i amateurs) la cerca ha augmentat, i més i més supernoves s'observen cada any —en l'actualitat gairebé 500 a l'any. Per exemple, l'última supernova de 2006 va ser SN 2005ue, que indica que va ser la 551a supernova en el 2006 (de fet, un any rècord).

## Noms de les galàxies
Com les estrelles, la majoria de les galàxies no tenen nom. Hi ha poques excepcions, com la galàxia d'Andròmeda, la galàxia del Remolí i d'altres, però la majoria simplement tenen un número de catàleg.
Al segle xix, la naturalesa exacta de les galàxies encara no s'entenia i els primers catàlegs, com el catàleg Messier simplement agrupaven junts cúmuls oberts, cúmuls globulars, nebuloses i galàxies, un total de 110. La galàxia d'Andròmeda és l'objecte Messier 31 o M31, la galàxia del Remolí és la M51. El Nou Catàleg General (en anglès, New General Catalogue, conegut per les seves sigles NGC) (J. L. I. Dreyer 1888) era molt més gran i contenia uns 8.000 objectes.

## Noms dels planetes
Els planetes més brillants en el cel han estat nomenats des de l'antiguitat. Els noms científics van ser presos dels noms donats pels romans: Mercuri, Venus, Mart, Júpiter i Saturn. El nostre propi planeta, normalment anomenat La Terra, o l'equivalent en la llengua que es parla (per exemple, dos astrònoms de parla francesa l'anomenarien «la Terre»). No obstant això, només recentment en la història humana ha estat considerat com un planeta. La Terra, quan és considerada com un planeta, de vegades també és anomenada pel seu nom llatí de «Terra» (alguns antics relats de ciència-ficció van utilitzar l'alternatiu «Tellus»).
Almenys, dos cossos van ser descoberts més tard i anomenats planetes: 
- Urà, descobert per William Herschel en 1781;
- Neptú, descobert per Johann Gottfried Galle en 1846 (basant-se en les prediccions de Urbain Le Verrier i John Couch Adams)

A tots aquests planetes se'ls va donar noms de mites grecs o romans, perquè coincidissin amb el nom dels antics planetes. Tanmateix, això va ser només després de certa controvèrsia. Per exemple, el Sr. William Herschel va descobrir Urà en 1781, i originalment el va cridar Georgium Sidus (estrella de Jordi) en honor del rei Jordi III del Regne Unit. Els astrònoms francesos van començar a anomenar-lo Herschel abans que l'alemany Johann Bode proposés el nom d'Urà, pel déu grec i romà. El nom Urà no va arribar a ser d'ús comú fins al voltant de 1850.
A partir de 1801, es van descobrir els asteroides entre Mart i Júpiter. Els primers Ceres, Palas, Juno, Vesta) es van considerar inicialment planetes menors i es van unir a les llistes dels planetes. A mesura que van ser descoberts cossos d'aquest tipus, aviat van ser despullats del seu estatus de planeta. D'altra banda, Plutó, al moment del seu descobriment en 1930, va ser considerat un planeta, ja que es va descobrir molt més enllà de qualsevol altre asteroide major llavors conegut, a gran distància del Sol.
Seguint aquest esquema, a diversos cossos hipotètics se'ls va donar noms: 
- Vulcan, a un planeta dins de l'òrbita de Mercuri;
- Phaeton, a un planeta entre Mart i Júpiter, que va ser el precursor dels asteroides;
- Themis, a una lluna de Saturn;
- Persephone (i diversos altres noms), a un planeta transplutonià.

Uns seixanta anys després del descobriment de Plutó van començar a ser descoberts un gran nombre d'objectes transneptunians. Segons els criteris de classificació aquests objectes del Cinturó de Kuiper (KBO), es va convertir en dubtós si Plutó hagués estat anomenat planeta si hagués estat descobert en la dècada de 1990. La seva massa és ara coneguda, sent molt més petit que el que es pensava i, amb el descobriment d'Eris, és simplement el segon objecte trans-neptuniaà conegut més gran. En el 2006, Plutó va ser reclassificat a una classe diferent de cossos astronòmics coneguts com a planetes nans.

## Satèl·lits naturals de planetes
La Lluna de la Terra és simplement conegut com la Lluna, o l'equivalent en la llengua que es parla (per exemple, dos astrònoms de parla francesa l'anomenaria la Lune). De vegades es diu Luna (que és simplement del llatí per a "luna"). Els satèl·lits naturals d'altres planetes són en general el nom de figures mitològiques. Els satèl·lits d'Urà són noms de personatges de les obres de William Shakespeare o Alexander Pope.
Quan els satèl·lits es descobreixen per primera vegada, es donen les designacions provisionals com a "S/2000 J 11" per satèl·lit (el nou 11 de Júpiter descobert en el 2000) o "S/2003 S 1" (el primer nou satèl·lit de Saturn, descobert en el 2003). La inicial "S /" significa "satèl·lit", i distingeix de prefixos com a "D /", "C /", i "P /", utilitzat per les cometes. La designació "R /" s'utilitza per als anells planetaris. Aquestes designacions són de vegades escrits com a "S/2003 S1", deixant caure el segon espai. La següent carta de la categoria i l'any identifica el planeta (Júpiter, Saturn, Urà, Neptú, encara que sense presència dels altres planetes s'espera, Mart i Mercuri s'ambigüin a través de l'ús d'Hermes per a la segona). El planeta nan Plutó és designat per P. Quan l'objecte es troba al voltant d'un planeta menor, l'identificador usat és el nombre d'aquest entre parèntesis. Per tant, Dactyl, la lluna de 243 Ida, al principi va ser designat "S/1993 (243) 1". Una vegada confirmat, el nom es va convertir en (243) Ida I Dactyl.
- H = Mercuri (Hermes)
- V = Venus
- E = Terra
- M = Mart
- J = Júpiter
- S = Saturn
- U = Urà
- N = Neptú

Nota: L'assignació de "H" per a Mercuri especificada per l'USGS Gazetteer of Planetary Nomenclature, ja que solen seguir les directrius de la UAI, això és molt probable per la Convenció de la UAI, però és necessària la confirmació.
Després d'uns mesos o anys, quan l'existència d'un satèl·lit recentment descobert ha estat confirmada i la seva òrbita calculada, s'escull un nom permanent, que substitueix a la "S /" de denominació provisional. No obstant això, en el passat, alguns satèl·lits van romandre sense nom per períodes sorprenentment molt llargs després del seu descobriment. Veure els noms de les llunes de la història de com alguns dels principals satèl·lits va rebre el seu nom actual.
El sistema de numeració romana va sorgir amb el primer descobriment dels satèl·lits naturals d'altres que la lluna de la Terra: Galileu es refereix als satèl·lits galileans com a I a IV (a partir de Júpiter cap a fora), en part, malgrat el seu rival Simon Marius, que havia proposat els noms ara adoptats. Similars als sistemes de numeració, naturalment, van sorgir amb el descobriment de les llunes de Saturn i Mart. Encara que el nombre designat inicialment de llunes en òrbita de seqüència, els nous descobriments aviat s'apartarien d'aquest esquema (per exemple, "Júpiter V" Amaltea, que orbita més prop de Júpiter que Io). La convenció no declarada després es va modificar, al final del segle xix que els nombres més o menys reflecteixen l'ordre de descobriment, excepte excepcions històriques anteriors (vegeu la Cronologia del descobriment dels planetes del Sistema Solar i les seves llunes).

## Accidents geològics i geogràfics en planetes i satèl·lits
A més de posar noms als propis planetes i satèl·lits, també necessiten ser identificats els principals trets o accidents geològics i geogràfics individuals (cràters, muntanyes, volcans, etc.) en aquests cossos celestes.
Al principi, només un nombre molt limitat d'accidents podien ser vists en altres cossos del sistema solar a part de la Lluna. Els cràters en la Lluna podien ser observats, fins i tot amb alguns dels primers telescopis, i amb els telescopis del segle xix es podien distingir alguns trets a Mart. Júpiter tenia la seva famosa Gran Taca Vermella, també visible amb els antics telescopis.
En 1919 es va formar la UAI i es va crear un comitè per regularitzar les caòtiques nomenclatures vigents en aquest moment en la Lluna i Mart. Gran part del treball va ser realitzat per Mary Adela Blagg, i l'informe denominat Named Lunar Formations [Formacions lunars amb nom], de Blagg i Muller (1935), va ser la primera llista sistemàtica de la nomenclatura lunar. Més tard, va ser publicat The System of Lunar Craters, quadrants I, II, III, IV [El sistema de cràters lunars, quadrants I, II, III i IV], sota la direcció de Gerard P. Kuiper. Aquestes obres van ser aprovades per la UAI i es van convertir en la font reconeguda per a la nomenclatura lunar.
La nomenclatura de Mart es va aclarir en 1958, quan un comitè de la UAI va recomanar per a la seva aprovació els noms de 128 «accidents d'albedo» (Albedo feature) (brillant, fosc o acolorit) observats a través de telescopis terrestres (UAI, 1960). Aquests noms es van basar en un sistema de nomenclatura desenvolupat al segle xix per l'astrònom italià Giovanni V. Schiaparelli (1879) i ampliat al segle XX per Eugene M. Antoniadi (1929), un astrònom d'origen grec que treballava a Meudon, França.
No obstant això, l'època de les sondes espacials va proporcionar imatges d'alta resolució dels diversos cossos del sistema solar, fent necessari proposar estàndards de nomenclatura per al llocs descoberts.

## Planetes menors
Inicialment, els noms donats als planetes menors van seguir el mateix patró que la dels altres planetes: els noms dels mites grecs o romans, amb preferència pels noms de dona. Amb el descobriment en el 1898 del primer cos oposat que creuava l'òrbita de Mart, es va considerar adequada una opció diferent i va ser escollit 433 Eros. Això va donar inici a un patró de noms femenins per als cossos del cinturó principal i de noms masculins per a aquells amb òrbites inusuals.
Amb els anys, amb més i més descobriments, aquest sistema va ser finalment reconegut com a insuficient i es va idear un de nou. En l'actualitat, la principal responsabilitat de designar i posar noms a planetes menors es troba en el Comitè de Nomenclatura de Cossos Petits (en anglès, Committee for Small Bodi Nomenclature, CSBN). Als planetes menors se'ls assignen inicialment designacions provisionals quan són observats, de la forma "2001 KX76" (la primera part és l'any i la segona part defineix un ordre seqüencial dels descobriments d'aquest any; veure la designació provisional per a més detalls). Si s'obtenen suficients albiraments del planeta menor mateix per calcular una òrbita, a l'objecte se li assigna un nombre seqüencial —la seva «denominació»— i llavors pot ser citat, com, per exemple, (28978) 2001 KX76.

Després que la designació sigui assignada, al descobridor se li dona l'oportunitat de proposar un nom, que, si és acceptat per la UAI, substitueix a la denominació provisional. Així, per exemple, a (28978) 2001 KX76 se li va donar el nom i ara és conegut com (28978) Ixion, que és sovint abreujada com 28978 Ixion. El nom es fa oficial després de la seva publicació en la Circular de Planetes Menors (Minor Planet Circular) amb una ressenya breu explicant el seu significat. Això pot ser un parell d'anys després de l'albirament inicial, o en el cas d'asteroides perduts, pot trigar diverses dècades abans que es vegi de nou i finalment se li assigna una denominació. Si un planeta menor segueix sense identificar deu anys després que s'ha hagi donat una designació, el dret a un nom és donat també als identificadors de les diverses aparicions de l'objecte, als descobridors de les aparicions que no sigui l'oficial, a aquelles observacions dels quals van contribuir àmpliament a la determinació de l'òrbita, o dels representants de l'Observatori en el qual es va fer el descobriment oficial. La CSBN té dret a actuar pel seu compte en el nomenament d'un planeta menor, que sovint ocorre quan el nombre assignat al cos és un nombre enter de milers de persones.
En els últims anys, els esforços de cerques automatitzades com LINEAR o LONEOS han descobert punts milers de nous asteroides que el Centre de Nomenclatura de Cossos Petits, oficialment, ha limitat a nomenar un màxim de dos noms per descobridor cada dos mesos. Així, a l'aclaparadora majoria dels asteroides descoberts en l'actualitat no se li assignen noms oficials.
Segons les regles de la UAI, els noms han de ser pronunciables, preferiblement d'una sola paraula (per exemple, Annefrank, en 5535 Annefrank), encara que poden donar-se excepcions (com James Bond (9007 James Bond)), i des de 1982 la seva longitud màxima està limitada a setze caràcters, incloent espais i guions. Els caràcters amb accent diacrític són acceptats, encara que els signes diacrítics són generalment omesos en l'ús quotidià. 4090 Říšehvězd és un asteroide amb la majoria dels signes diacrítics (quatre). Els militars i dirigents polítics no són adequats fins que estiguin morts des de fa 100 anys. Avui dia, es dissuadeix d'usar noms d'animals de companyia, però hi ha alguns en el passat. Els noms de persones, empreses o productes coneguts només pel seu èxit en els negocis, no s'accepten, així com cites que s'assemblin a la publicitat.
Els noms capritxosos poden ser utilitzats per a asteroides relativament comuns (com 26858 Misterrogers), però els que pertanyen a certs grups dinàmics que s'espera seguir més estrictament són designats segons els sistemes de denominació.
- Asteroides troians (aquells amb libració en ressonància 1:1 amb Júpiter) són nomenats pels herois de la Guerra de Troia. Els asteroides en el punt de Lagrange L4 porten el nom de guerrers grecs (com el 588 Achilles) i els asteroides en L5 de troians (com el 884 Priamus).
- Els planetoides trans-jovians que creuin o s'apropin a l'òrbita d'un planeta gegant, però que no estiguin en una ressonància d'estabilització porten el nom de centaures (com el (2060) Quiró).
- Objectes que creuin o s'apropin a l'òrbita de Neptú i en ressonàncies estabilitzades d'altres ressonàncies d'1:1 se'ls donen noms mitològics associats amb l'inframon (com el (90482) Orc).
- Als objectes suficientment allunyats de l'òrbita de Neptú l'estabilitat orbital de la qual és raonablement segura per a una fracció important de la vida del sistema solar, se'ls donen noms mitològics associats amb la creació (com 50000 Quaoar).
- Als objectes que s'apropen o creuen l'òrbita de la Terra se'ls donen també noms mitològics (com el 1862 Apollo), de preferència a homes.

## Cometes
Els noms donats als cometes han seguit diversos convenis diferents en els dos últims segles. Abans de l'aprovació de qualsevol conveni de nomenclatura sistemàtica, els cometes van ser nomenats en una gran varietat de maneres. El primer a ser anomenat va ser el "cometa de Halley" (ara conegut oficialment com el Cometa de Halley), nomenat per Edmond Halley, que havia calculat la seva òrbita. De la mateixa manera, el segon cometa periòdic conegut, el cometa Encke (designat oficialment 2P/Encke), va ser nomenat per l'astrònom Johann Encke, que va calcular la seva òrbita més que el descobridor original del cometa, Pierre Méchain. Altres cometes que portava el possessiu inclouen el cometa de Biela (3D/Biela) i el cometa Miss Herschel (35P/Herschel-Rigollet, o cometa Herschel-Rigollet). Els cometes més brillants (no periòdics) van ser denominats com «el gran cometa de ...», segons l'any en què hagués aparegut.
Al segle xx, la convenció de nomenar els cometes segons els seus descobridors es va convertir en comú i segueix així avui dia. Un cometa és nomenat després de ser albirat pels seus tres primers descobridors independents. En els últims anys, molts cometes han estat descoberts per instruments operats per grans equips d'astrònoms, i en aquest cas, els cometes poden ser nomenats per l'instrument (per exemple, Comet IRAS-Araki-Alcock (C/1983 H1), va ser descobert de forma independent pel satèl·lit IRAS i els astrònoms aficionats Genichi Araki i George Alcock). El cometa 105P/Singer Brewster, descobert per Stephen Singer-Brewster, deuria haver estat nomenat «105P/Singer-Brewster», però això hauria portat a la majoria dels lectors a creure que havia estat un descobriment comú de dos astrònoms anomenats Singer i Brewster, respectivament, per la qual cosa el guió es va substituir per un espai. Altres cometes, amb espais en els seus noms, no obstant això, reflecteixen el nom dels seus descobridors (per exemple, 32P/Comas Solá).
Fins al 1994, la denominació sistemàtica dels cometes (el "vell estil") consisteix primer a donar-los una denominació provisional segons l'any del seu descobriment seguit d'una lletra minúscula que indica la seva ordre de descobriment en aquest any (per exemple, el primer cometa Bennett és 1969i, el novè cometa descobert en 1969). En 1987, van ser descoberts més de 26 cometes, per la qual cosa l'alfabet va ser usat de nou amb un subíndex «1», molt semblant al que es fa encara amb els asteroides (per exemple, el cometa Skorichenko-George, 1989i1). L'any rècord va ser 1989, que va arribar fins al 1989h1. Una vegada que s'hagi establert l'òrbita, al cometa se li dona una designació permanent segons l'ordre del temps de pas pel periheli, que consisteix l'any seguit per un nombre romà. Per exemple, el cometa Bennett (1969i) es va convertir en 1970 II.
El creixent nombre de descobriments de cometes van fer que aquest procediment fos poc operatiu, i en 1994 la Unió Astronòmica Internacional va aprovar un nou sistema de noms (el "Nou Estil"). Els cometes són designats per l'any del seu descobriment seguit d'una lletra que indica la meitat del mes del descobriment (A denota la primera quinzena de gener, B denota la segona quinzena de gener, C denota la primera meitat de febrer, D representa el segona quinzena de febrer, etc.) i un nombre que indica l'ordre de descobriment. A manera d'exemple, el quart cometa descobert en la segona meitat de febrer de 2006 es va designar 2006 D4 (la «I» i la «Z» no s'utilitzen per descriure la meitat d'un mes en particular). S'afegeixen també prefixos per indicar la naturalesa dels cometes, amb P/ indicant un cometa periòdic, C/ indicant un cometa no-periòdic, X/ indicant un cometa, l'òrbita fiable del qual no es va poder calcular (en general els cometes descrits en les cròniques històriques), D/ indica un cometa que s'ha trencat o s'ha perdut, i A/ indicant un objecte que primer es va pensar que era un cometa, però que més tard va ser reclassificat com un asteroide. Els cometes periòdics també tenen un nombre que indica l'ordre del seu descobriment. Així el cometa Bennett té la denominació sistemàtica C/1969 I1. El cometa de Halley, el primer cometa a ser identificat com a periòdic, té el nom sistemàtic 1P/1682 Q1. El cometa Hale-Bopp té el nom sistemàtic de C/1995 O1. El famós cometa Shoemaker-Levy 9 va ser el novè cometa periòdic, descobert conjuntament per Carolyn Shoemaker, Eugene Shoemaker i David Levy (l'equip Shoemaker-Levy també ha descobert quatre cometes no-periòdics intercalats amb els periòdics), però el seu nom sistemàtic és D/1993 F2 (que va ser descobert en 1993 i al que s'aplica el prefix «D/», ja que es va observar com es va estavellar contra Júpiter).
Alguns cometes van ser detectats per primera vegada com a planetes menors, i van rebre una designació provisional en conseqüència abans que l'activitat del cometa fos descoberta més tard. Aquesta és la raó que cometes com P/1999 XN120 (Catalina 2) o P/2004 DO29 (Spacewatch-LINEAR). El MPECs i la versió HTML de la IAUC, a causa del seu estil telegràfic, "aplanen" els subíndexs, però la versió en PDF de la IAUC, i algunes altres fonts, com les Circulars Yamamoto (YamC) i el Tsirkular Kometnyj (Komet. Tsirk.) els usen.

## Denominacions de planetes extrasolars
De moment, segons la UAI, no hi ha acord per a la designació de sistema de planetes que orbiten al voltant d'altres estels, ni hi ha cap pla per crear un sistema de noms de planetes extrasolars. Una tendència que està guanyant importància utilitza una lletra minúscula (començant amb la «b») per estendre la designació de l'estel. Per exemple, HD 188753 Ab, és el primer planeta extrasolar oposat al voltant de l'estel HD 188753 A, que alhora és membre del sistema estel·lar triple HD 188753. De tant en tant apareixen noms de planeta afegint al nom de l'estrella en nombres romans (per exemple, Sol I, II, Sol, Sol III), però no s'utilitza molt excepte en l'àmbit de la ciència-ficció o els jocs de rol.